# Echinanthera
Echinanthera — рід змій родини полозових (Colubridae). Представники цього роду мешкають в Південній Америці.

## Види
Рід Echinanthera нараховує 5 видів:
- Echinanthera cephalomaculata Di Bernardo, 1994
- Echinanthera cephalostriata Di Bernardo, 1996
- Echinanthera cyanopleura (Cope, 1885)
- Echinanthera melanostigma (Wagler, 1824)
- Echinanthera undulata (Wied, 1824)